# 2-甲基-6-硝基苯甲酸酐
2-甲基-6-硝基苯甲酸酐(2-methyl-6-nitrobenzoic anhydride，简称MNBA）是2-甲基-6-硝基苯甲酸的脱水缩合结构，也被称为椎名试剂。
2002年，其被椎名勇教授等开发。该试剂可以使山口反应在温和的条件下进行，因此使用例逐渐增多。

## 摘要
该试剂应用于中、大型羟基羧酸的内酯化成环反应，可使反应在室温，碱性或中性的条件下有效进行。
该试剂也可应用于普通的酯化反应。